# Oblatas del Santísimo Redentor
Las Hermanas Oblatas del Santísimo Redentor, forman un instituto religioso femenino de derecho pontificio, una congregación religiosa cuyas hermanas posponen a su nombre las siglas O.S.R.

## Historia

### Origen
La congregación tuvo su origen en el Asilo de Nuestra Señora del Consuelo (Ciempozuelos), abierto por el obispo dimisionario de Perth (Australia), José María Benito Serra. Éste, al volver de Australia, había empezado a trabajar en 1864 en el Hospital de San Juan de Dios de Madrid, atendiendo y confesando mujeres prostituidas y en situaciones marginales. Entonces ve la necesidad de hacer algún tipo de trabajo social que las ayude a dejar este trabajo y reinsertarse en la sociedad. Así, el 1 de junio de 1864, Antonia María de Oviedo y Schönthal y José María Benito Serra abrieron en Ciempozuelos (Madrid) un asilo para acoger a mujeres procedentes del Hospital de San Juan de Dios de Madrid que, al darles el alta, no tenían más opción que retornar a los ambientes de prostitución.
Aunque en los comienzos no tenían intención de fundar una congregación, dicha experiencia les llevó a pensar en la fundación de una congregación religiosa para gestionar el asilo con ternura y compasión y ayudar en el proceso de acompañamiento y formación de mujeres que les ayudase a soñar un futuro de libertad y dignidad. Así nació la Congregación de Hermanas Oblatas del Santísimo Redentor, el 2 de febrero de 1870. Entonces se redactaron las constituciones y se definió el fin del Instituto, fundado para que sus miembros se dedicaran a la acogida e instrucción de mujeres, abriendo para ello asilos gratuitos donde se las acogiera sin restricción alguna.

### Aprobación
León XIII lo aprobó como Instituto de Derecho Pontificio el 13 de mayo de 1895, concretamente como Instituto de votos simples, bajo el régimen de la Madre General. Posteriormente, Pío X aprobó y confirmó las constituciones el 10 de abril de 1906, salvo la jurisdicción de los Ordinarios según la forma de los Sagrados Cánones y de las Constituciones Apostólicas.

### Expansión

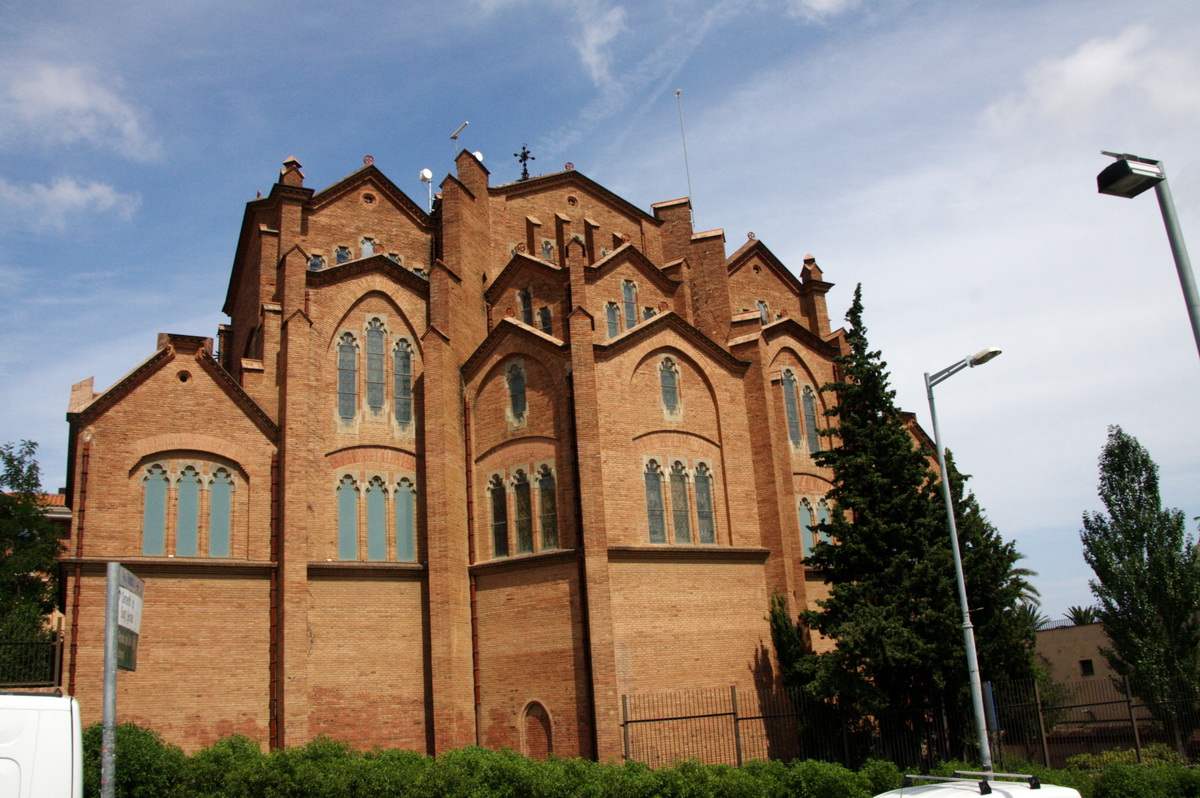
Casa de San Alfonso de Ligorio (Barcelona), activa entre 1894 y 1992

En España la congregación se expandió por todo el territorio, siendo aún hoy el país con mayor presencia. Se abrieron casas en El Ferrol (1907), Pamplona (1912), Segovia (1916), Santa Cruz de Tenerife (1924), Palma (1924), Madrid (casa anexa al seminario, 1935), Bilbao (1938), La Coruña (1938), Las Palmas (1948), Vigo (1952-53), Sevilla (1961) y La Cuesta (1964).
Posteriormente su expansión alcanzó diversos países, primero especialmente en Latinoamérica y posteriormente África y Asia: México (1922), Italia (1926), Uruguay (1932), Argentina (1934), Brasil (1935), Portugal y Venezuela (1960), Colombia (1961), Estados Unidos (1964), Puerto Rico (1965), Filipinas (1982), República Dominicana (1993), Guatemala (1995), Angola (1995), Marruecos e Indonesia (2024).
Actualmente la comunidad se encuentra en 17 países y organizada en tres provincias: Provincia Europa (España, Italia, Portugal y Marruecos); Provincia José María Benito Serra: (Colombia, Estados Unidos, Filipinas, Guatemala, Indonesia México, Puerto Rico, República Dominicana y Venezuela) y Provincia Santísimo Redentor (Angola, Argentina, Brasil y Uruguay). La sede general permanece en Madrid (calle Cartagena, 116). A finales de 2005 la comunicad contaba con 581 religiosas en 96 casas.

## Carisma y misión
El carisma de las religiosas oblatas se centra en atender las mujeres que ejercen prostitución y/o son víctimas de trata para la explotación sexual. Sus miembros comprometen sus vidas en favor de la igualdad, la justicia, la liberación y la vida mediante la acogida y respeto, más allá de los estigmas sociales ligados a las mujeres atendidas. Así establecen un compromiso solidario y un camino compartido con las mujeres que se encuentran en contextos de prostitución o son víctimas de trata con fines de explotación sexual para la defensa de sus derechos, en la búsqueda de oportunidades de promoción e inclusión, estableciendo relaciones de complicidad, desde el reconocimiento y la igualdad.